# Lamine Sy
Lamine Sy (Les Mureaux, 10 de agosto de 2002) es un futbolista francés que juega como centrocampista en el A. J. Auxerre de la Ligue 1.

## Trayectoria
Se unió a la academia del S. M. Caen en 2014 procedente del Olympique de Les Mureaux, empezando a jugar con el reserva del equipo normando en el Championnat National 3 durante la temporada 2019-20.
Jugando solo un partido esa temporada y durante la siguiente en la Championnat National 2 2020-21, acabó consolidándose como titular con el filial en la 2021-22 bajo la dirección de Fabrice Vandeputte, ganándose sus primeras convocatorias con el primer equipo en febrero de 2022.
Debutó como profesional con el S. M. Caen el 5 de febrero de 2022, sustituyendo al lateral derecho Hugo Vandermersch durante un empate a domicilio 1-1 en la Ligue 2 contra el A. S. Nancy-Lorraine.

## Estilo de juego
Primero jugó como centrocampista, pero fue desplazado a la posición de lateral derecho por Fabrice Vandeputte, donde se convirtió en titular en el filial y jugó en el primer equipo del Caen. Se le describe como un futbolista rápido, potente y ágil, capaz de hacer buen uso de sus habilidades técnicas para ser decisivo en las fases ofensivas.

## Vida personal
Criado en la Isla de Francia, es el hermano menor de Harouna Sy, que también juega profesionalmente como lateral, en el Amiens S. C.

## Estadísticas

### Clubes
Actualizado al último partido disputado el 1 de octubre de 2022.
| Club                  | Div.          | Temporada     | Liga  | Liga  | Copas nacionales | Copas nacionales | Copas internacionales | Copas internacionales | Total | Total |
| Club                  | Div.          | Temporada     | Part. | Goles | Part.            | Goles            | Part.                 | Goles                 | Part. | Goles |
| --------------------- | ------------- | ------------- | ----- | ----- | ---------------- | ---------------- | --------------------- | --------------------- | ----- | ----- |
| S. M. Caen II Francia | 5.ª           | 2019-20       | 1     | 0     | —                | —                | —                     | —                     | 1     | 0     |
| S. M. Caen II Francia | 4.ª           | 2020-21       | 1     | 0     | —                | —                | —                     | —                     | 1     | 0     |
| S. M. Caen II Francia | 4.ª           | 2021-22       | 21    | 0     | —                | —                | —                     | —                     | 21    | 0     |
| S. M. Caen II Francia | 4.ª           | 2022-23       | 3     | 0     | —                | —                | —                     | —                     | 3     | 0     |
| S. M. Caen II Francia | Total club    | Total club    | 26    | 0     | 0                | 0                | 0                     | 0                     | 26    | 0     |
| S. M. Caen Francia    | 2.ª           | 2021-22       | 6     | 0     | 0                | 0                | —                     | —                     | 6     | 0     |
| S. M. Caen Francia    | 2.ª           | 2022-23       | 2     | 0     | 0                | 0                | —                     | —                     | 2     | 0     |
| S. M. Caen Francia    | Total club    | Total club    | 8     | 0     | 0                | 0                | 0                     | 0                     | 8     | 0     |
| Total carrera         | Total carrera | Total carrera | 34    | 0     | 0                | 0                | 0                     | 0                     | 34    | 0     |